# مستشفى بنها الجامعي
مستشفى بنها الجامعي هو مستشفى جامعي يتبع كلية طب جامعة بنها بمدينة بنها بمحافظة القليوبية.

## التاريخ
قبل إنشاء مستشفى بنها الجامعي، كان التدريب الإكلينيكي لطلبة ونواب كلية طب بنها يتم في مستشفى بنها التعليمي حتى تم بناء أول مبنى من مباني المستشفي الجامعي (وهو مبني مستشفى الرمد حالياً) عام 1981 وكان يضم جميع الأقسام الإكلينيكية والعيادة الخارجية، وفي عام 1987 تم إقامة مبني مستشفي الطوارئ ومبني مستشفي الجراحة، ثم أنشئ مستشفى الباطنة عام 1993.

## الأقسام والوحدات المتخصصة
تضم المستشفيات الجامعية ببنها 19 قسماً إكلينيكياً، بخلاف الوحدات المتخصصة مثل:
- وحدة الغسيل الكلوي
- وحدة المنظار الشعبي بقسم الصدر
- وحدة مناظير الجهاز الهضمي
- وحدة جراحة مناظير النساء والتوليد
- وحدة التكاثر البشري وأطفال الأنابيب
- وحدة البيولوجيا الجزيئية
- وحدة السموم الإكلينيكية
- وحدة قلب الأطفال
- وحدة المناعة الإكلينيكية ووحدة كيمياء الغدد الصماء.[1]